# Saï
Saï är en ö i Nilen. Den är 12 km lång och 5,5 km bred. Ön ligger i sudanska delen av Nubien, i delstaten ash-Shamaliyya, mellan den andra och tredje katarakten. Under efterkrigstiden har flera utgrävningar gjorts på ön, vilka har visat fynd från flera tidsepoker. 

## Arkeologiska utgrävningarna
Under 1950- och 1970-talet gjordes arkeologiska utgrävningar på ön, ledda av Jean Vercoutter. Det var då mestadels fynd från bronsålderns som studerades. 1993 utvecklades ett annat mer vittomfattande arkeologiskt projekt på ön. Förutom föremål från bronsåldern fann de även tecken på att människor varit bosatta på ön under den paleolitiska och neolitiska epoken, samt under järnåldern. 